# Kurgan (ciutat)
|  | Aquest article tracta sobre la ciutat. Vegeu-ne altres significats a «Kurgan (desambiguació)». |

Kurgan (en rus, Курган) és una ciutat del sud-oest de la Rússia siberiana, capital i centre administratiu de l'òblast de Kurgan. Segons dades de 2010, disposa de 333.640 habitants. Segons dades de 2012, disposa de 327.898 habitants.
Situada a la riba del riu Tobol, enmig d'una rica regió agrícola amb nombrosos túmuls antics (kurgan, en rus), és un destacat nucli industrial i comercial, comunicat amb la resta del país mitjançant el ferrocarril transsiberià. Actualment destaca per la fabricació de maquinària agrícola i el processament d'aliments.

## Història
L'origen de Kurgan es remunta a 1553, quan es fundà una vila lliure (svoboda, en rus) batejada com Tsarevo Gorodishtxé (Царёво Городи́ще, traduït com Vila del Tsar). Ja des de llavors es va convertir en un port fluvial destacat del Tobol i, alhora, una parada en la ruta de Sibèria.
El 1782 va adquirir l'estatus de "vila" i fou rebatejada amb el seu nom actual. La instal·lació del Transsiberià entre finals del segle xix i principis del xx va accelerar el seu desenvolupament.
Durant la Segona Guerra Mundial, nombroses fàbriques d'armament es van instal·lar a la ciutat i s'hi van mantenir una vegada finalitzat el conflicte. El govern soviètic hi va construir també la Base de Kurgan Oest durant la Guerra Freda.
Orde de la Bandera Roja del Treball (1982)

## Població
Censos (*) o estimacions de població:
| 1710    | 1789    | 1897*   | 1926*   | 1939*   | 1959*   |
| ------- | ------- | ------- | ------- | ------- | ------- |
| 539     | 1,071   | 10,600  | 28,000  | 53,300  | 145,712 |
| 1970*   | 1979*   | 1989*   | 1998    | 2002*   | 2010    |
| 243,850 | 309,863 | 355,517 | 368,600 | 345,515 | 322,383 |

## Clima
El clima de Kurgan està classificat com a continental d'estiu sec (Dfa segons la Classificació climàtica de Köppen). La neu cobreix la superfície 149 dies per any de mitjana, amb una alçada entre 24 i 60 centímetres en el moment més cru de l'hivern. L'estiu és l'estació més plujosa, amb una precipitació mitjana màxima al juny de 59 mil·límetres.
- Temperatura mínima registrada: -47,9 °C (gener de 1943)
- Temperatura màxima registrada: +40,5 °C (juliol de 1952)
- Nombre mitjà de dies de neu a l'any: 101
- Nombre mitjà de dies de precipitació a l'any: 92
- Nombre mitjà de dies de tempesta a l'any: 24
- Nombre mitjà de dies de boira a l'any: 23

| Temperatures i precipitacions mitjanes de Kurgan, Rússia | Temperatures i precipitacions mitjanes de Kurgan, Rússia | Temperatures i precipitacions mitjanes de Kurgan, Rússia | Temperatures i precipitacions mitjanes de Kurgan, Rússia | Temperatures i precipitacions mitjanes de Kurgan, Rússia | Temperatures i precipitacions mitjanes de Kurgan, Rússia | Temperatures i precipitacions mitjanes de Kurgan, Rússia | Temperatures i precipitacions mitjanes de Kurgan, Rússia | Temperatures i precipitacions mitjanes de Kurgan, Rússia | Temperatures i precipitacions mitjanes de Kurgan, Rússia | Temperatures i precipitacions mitjanes de Kurgan, Rússia | Temperatures i precipitacions mitjanes de Kurgan, Rússia | Temperatures i precipitacions mitjanes de Kurgan, Rússia | Temperatures i precipitacions mitjanes de Kurgan, Rússia |
| Mes                                                      | Gen                                                      | Feb                                                      | Mar                                                      | Abr                                                      | Mai                                                      | Jun                                                      | Jul                                                      | Ago                                                      | Set                                                      | Oct                                                      | Nov                                                      | Des                                                      | Any                                                      |
| -------------------------------------------------------- | -------------------------------------------------------- | -------------------------------------------------------- | -------------------------------------------------------- | -------------------------------------------------------- | -------------------------------------------------------- | -------------------------------------------------------- | -------------------------------------------------------- | -------------------------------------------------------- | -------------------------------------------------------- | -------------------------------------------------------- | -------------------------------------------------------- | -------------------------------------------------------- | -------------------------------------------------------- |
| Mitjana més altes °C (°F)                                | -11.8 (11)                                               | -9.6 (15)                                                | -1.5 (29)                                                | 11.0 (52)                                                | 18.8 (66)                                                | 24.4 (76)                                                | 25.5 (78)                                                | 22.6 (73)                                                | 16.6 (62)                                                | 8.0 (46)                                                 | -3.6 (26)                                                | -8.8 (16)                                                | 7,6 (46)                                                 |
| Mitjana més baixes °C (°F)                               | -20.8 (-5)                                               | -19.9 (-4)                                               | -12.6 (9)                                                | -0.5 (31)                                                | 5.8 (42)                                                 | 11.5 (53)                                                | 13.4 (56)                                                | 10.7 (51)                                                | 5.5 (42)                                                 | -0.6 (31)                                                | -11.0 (12)                                               | -17.2 (1)                                                | −3,0 (27)                                                |
| Precipitació mm (inches)                                 | 19 (0.75)                                                | 13 (0.51)                                                | 12 (0.47)                                                | 19 (0.75)                                                | 32 (1.26)                                                | 51 (2.01)                                                | 59 (2.32)                                                | 57 (2.24)                                                | 40 (1.57)                                                | 30 (1.18)                                                | 25 (0.98)                                                | 24 (0.94)                                                | 381 (15)                                                 |
| Font: Pogoda.ru.net Agost de 2010                        |                                                          |                                                          |                                                          |                                                          |                                                          |                                                          |                                                          |                                                          |                                                          |                                                          |                                                          |                                                          |                                                          |

## Ciutats agermanades
La localitat de Kurgan està agermanada amb els següents municipis:
- Appleton, Wisconsin (Estats Units d'Amèrica)
- Rufina, Itàlia